# بولشوي كوزينو (نيزنيج نوفغورود)
بولشوي كوزينو (بالروسية: Большое Козино) هي مدينة في مقاطعة نيجني نوفغورود أوبلاست في روسيا.